# Tacca ankaranensis
Tacca ankaranensis là một loài thực vật có hoa trong họ Dioscoreaceae. Loài này được Bard.-Vauc. miêu tả khoa học đầu tiên năm 1997.